# Mimmo Dany
Mimmo Dany, pseudonimo di Leopoldo Giappone (Giugliano in Campania, 5 giugno 1969), è un cantautore e attore italiano.

## Biografia
Inizia la sua carriera di cantante all'età di diciassette anni dopo aver lavorato, in fase adolescenziale, come guardiamacchine e come commesso nel negozio familiare di elettrodomestici.
Tra il 1998 e il 2000 è stato ospite fisso alla trasmissione televisiva Avanzi Popolo condotta da Lino D'Angiò e Alan De Luca, mettendosi in mostra per l'accompagnare le sue esibizioni con curiosi balletti, tanto che ciò gli è valso il soprannome di molleggiato napoletano.

## Discografia

### Album
- 1987 - Con chi? - (Video Music Record)
- 1999 - Totalmente strano - (Zeus Record)
- 1999 - Totalmente strano Dance
- 2000 - Le origini
- 2000 - Pubblico, Popolo, popolani!
- 2001 - Il coraggio di cambiare
- 2002 - L'imprevedibile
- 2003 (?) - L'antristress
- 2004 (?) - Palermo Alè Alè
- 2006 - Quello che gli altri non dicono

## Filmografia
• 1999 - Non lo sappiamo ancora
• 2010 - Un neomelodico presidente
• 2016 - Me ne vado in vacanza

## TV
- 2011 - Grand Hotel Comedy - (Telenorba)[senza fonte]